# 越毅強
越毅強（英語：Yuet Ngai-keung），香港親中派民建聯政治人物，現任黃大仙區議會黃大仙東選區議員，曾任區議員簡志豪之議員助理，於2019年香港區議會選舉出選，但敗於慈雲山建設力量張嘉宜。

## 參與2019年香港區議會選舉
越毅強於2019年香港區議會選舉接替黨友簡志豪出選，於投票日越毅強安排不少義工將長者送往投票站，並派發印有一號及候選人名稱的掌心雷予他們。立場新聞記者當日報道，有長者神情呆滯，被問到投票意向時又，表示「我都唔知投邊個」，其後民建聯義工將婆婆推到另一邊，又多次阻止記者訪問該長者。最終，越毅強以接近1,000票的差距敗於慈雲山建設力量張嘉宜。
| 政党   | 政党           | 候选人    | 票数  | %     | ±      |
| ------ | -------------- | --------- | ----- | ----- | ------ |
|        | 民建聯         | ①. 越毅強 | 3,436 | 43.87 | 不適用 |
|        | 慈雲山建設力量 | ②. 張嘉宜 | 4,396 | 56.13 | 不適用 |
| 多数票 | 多数票         | 多数票    | 960   | 12.26 | 不適用 |

## 資料來源
1. ↑  職業治療師　覺醒推動深耕 （页面存档备份，存于），蘋果日報，2019-10-07
2. ↑  【區選光復香港】衞生服務界選委張嘉宜「轉戰」區選 落區真建設凝聚民主力量 （页面存档备份，存于），蘋果日報，2019-10-07
3. ↑  【區選光復香港●慈雲山】篤爆警方「雷射筆燒穿紙」謬誤 物理學博士指民建聯要為亂局負責 （页面存档备份，存于），蘋果日報，2019-10-21
4. ↑  . 立場新聞. 2019-11-24  [2020-06-16]. （原始内容存档于2020-06-17）.
5. ↑  . 壹週刊. 2019-12-03  [2020-06-16]. （原始内容存档于2020-04-05）.